# ذراع الجدمان (القفر)

تعديل مصدري - تعديل

ذراع الجدمان محلة تابعة لقرية الشارصي، التابعة لعزلة بني جماعة بمديرية القفر إحدى مديريات محافظة إب في الجمهورية اليمنية، بلغ تعداد سكانها 35 حسب تعداد اليمن لعام 2004.